# Simulium cangshanense
Simulium cangshanense es una especie de insecto del género Simulium, familia Simuliidae, orden Diptera.
Fue descrita científicamente por Xue, 1993.